# Val di Spoleto
Le Val di Spoleto ou Vale di Spoleto (qu'on traduirait précisément par Val de Spolète en français mais qu'on trouve également sous la forme plus littéraire de vallée de Spolète) est le terme italien qui désigne la plaine de l'Ombrie en Italie, s'étendant de la ville de Spolète à Assise, haut lieu de la vie et des actions de Saint-François d'Assise, différenciant les vallées et plaines, des pentes du mont Subasio.
Ainsi la Basilica di Santa Maria degli Angeli se situe dans le Val di Spoleto.
Si ce terme désignant cette région n'est plus réellement usité aujourd'hui, on en trouve traces dans de nombreux écrits anciens traduits en français sous une acception plus littéraire que toponymique.